# Liste der Naturdenkmale in Schwalmtal (Hessen)
Die Liste der Naturdenkmale in Schwalmtal (Hessen) nennt die im Gebiet der Gemeinde Schwalmtal im Vogelsbergkreis in Hessen gelegenen Naturdenkmale.
| Bild            | Bezeichnung            | Ortsteil, Lage                                | Beschreibung                                                  | Art        | Nr.      |
| --------------- | ---------------------- | --------------------------------------------- | ------------------------------------------------------------- | ---------- | -------- |
| Fotos hochladen | Linde bei der Kirche   | Brauerschwend 50° 41′ 44,9″ N, 9° 19′ 24,2″ O |                                                               | Einzelbaum | 17.105.1 |
| Fotos hochladen | Eulerseiche            | Hergersdorf 50° 40′ 37,3″ N, 9° 18′ 58,6″ O   |                                                               | Einzelbaum | 17.106.1 |
| Fotos hochladen | Linde auf dem Friedhof | Hergersdorf 50° 41′ 9,6″ N, 9° 19′ 9,7″ O     |                                                               | Einzelbaum | 17.107.1 |
| Fotos hochladen | Die Zigeunereiche      | Hopfgarten 50° 42′ 39,9″ N, 9° 18′ 3,9″ O     |                                                               | Einzelbaum | 17.108.1 |
| Fotos hochladen | Geldkopf               | Rainrod 50° 44′ 6,3″ N, 9° 20′ 25,2″ O        | Basanitklippe aus 3 Felsrippen mit Buntsandsteineinschlüssen. |            | 17.109.2 |
| Fotos hochladen | Striemelahorn          | Vadenrod 50° 39′ 22,6″ N, 9° 17′ 47,4″ O      |                                                               | Einzelbaum | 17.110.1 |
| Fotos hochladen | Heiligeneiche          | Vadenrod 50° 40′ 21,9″ N, 9° 17′ 19,7″ O      |                                                               | Einzelbaum | 17.111.1 |

## Belege
1. ↑  
Naturdenkmale in Hessen. (pdf; 405 kB) Anlage zu Kleine Anfrage der Abg. Ursula Hammann (BÜNDNIS 90/DIE GRÜNEN) vom 15.04.2011 betreffend Biotopverbund Teil 2 und Antwort der Ministerin für Umwelt, Energie, Landwirtschaft und Verbraucherschutz. Hessischer Landtag, 22. Juni 2011, S. 103–108, abgerufen am 4. Februar 2016.
2. 1 2 3 4 5 6 7 8  
Naturdenkmäler im Vogelsbergkreis -Übersichtstabelle- Anlage 1 der Verordnung. (pdf; 30 kB) www.vogelsbergkreis.de, 1. Januar 2018, abgerufen am 7. Januar 2022.

- Karte mit allen Koordinaten:
- OSM |
- WikiMap